# Paavo Suominen
Paavo Viljo Mikael Suominen, född 12 februari 1920 i Hangö i Finland, död 9 april 2022 i Tammerfors, var en finländsk ingenjör och företagare.

## Karriär
Paavo Suominen var son till Mikko och Maria Suominen. Som barn led han av ryggradstuberkulos och var sängbunden under fyra år. Han utbildade sig efter gymnasium 1941 till maskiningenjör på Tammerfors tekniska skola med examen 1944 och i Sverige i kylteknik 1952–1953.
Paavo Suominen arbetade från 1939 som kylmaskinsinstallatör på Weilands maskinverkstad i Helsingfors. Han var verktygskonstruktör på maskinföretaget Suomen Ase ja Työkalu Oy 1944–1945 och på Valmet Oys flygplansfabrik i Tammerfors 1945–1948. Han drev på deltid från 1946 kylteknikfirman Huurre Oy i Tammerfors. År 1948 började företaget också tillverka butikskyldiskar. Det flyttade till Ylöjärvi 1961 och började exportera till bland annat Sovjetunionen. Det expanderade kraftigt inom tillverkning av frysutrustning för kommersiellt bruk.
Han slutade som verkställande direktör för företaget 1986. Samma år grundade han Finlands kyltekniska museum i Ylöjärvi kommun. Vid museet har han också låtit uppföra Sankt Michaels kapell, ritat av  Ilari Hentti och invigt 2005.
Han gifte sig med Heli Leppänen 1946.